# Elvis' Golden Records
Elvis' Golden Records è il quinto album discografico di Elvis Presley e sua prima compilation, pubblicato nel 1958 negli Stati Uniti. Viene ritenuto il primo greatest hits nella storia del rock and roll.

## Descrizione
L'album raccoglie singoli di successo da lui pubblicati tra il 1956 e il 1957. Riscosse un enorme successi di vendite e raggiunse la terza posizione della classifica Billboard Top Pop Albums. Il 15 luglio 1997 la RCA ha ristampato l'album con l'aggiunta di 6 tracce bonus.

## Tracce

### Lato 1
1. Hound Dog (Jerry Leiber e Mike Stoller) - 2:15
2. Loving You (Jerry Leiber e Mike Stoller) - 2:12
3. All Shook Up (Otis Blackwell ed Elvis Presley) - 1:57
4. Heartbreak Hotel (Mae Axton, Tommy Durden, Elvis Presley) - 2:09
5. Jailhouse Rock (Jerry Leiber e Mike Stoller) - 2:27
6. Love Me (Jerry Leiber e Mike Stoller) - 2:43
7. Too Much (Lee Rosenberg e Bernard Weinman) - 2:31

### Lato 2
1. Don't Be Cruel (Otis Blackwell e Elvis Presley) - 2:02
2. That's When Your Heartaches Begin (Fred Fisher, Billy Hill, William Raskin) - 3:21
3. (Let Me Be Your) Teddy Bear (Kal Mann e Bernie Lowe) 1:45
4. Love Me Tender (Vera Matson e Elvis Presley) - 2:41
5. Treat Me Nice (Jerry Leiber e Mike Stoller) - 2:10
6. Anyway You Want Me (That's How I Will Be) (Cliff Owens e Aaron Schroeder) - 2:14
7. I Want You, I Need You, I Love You (Lou Kosloff e George Mysels) - 2:40

### Bonus Tracks nella ristampa del 1997
| Traccia | Registrazione | N° Catalogo | Data    | Pos. Clas. | Titolo                 | Autore                                                     | Durata |
| ------- | ------------- | ----------- | ------- | ---------- | ---------------------- | ---------------------------------------------------------- | ------ |
| 1.      | 1/30/56       | 47-6540b    | 5/4/56  | #31        | My Baby Left Me        | Arthur Crudup                                              | 2:12   |
| 2.      | 1/11/56       | 47-6357b    | 1/27/56 | #19        | I Was the One          | Aaron Schroeder, Claude DeMetrius, Hal Blair, Bill Peppers | 2:34   |
| 3.      | 7/5/54        | Sun 209     | 7/19/54 |            | That's All Right       | Arthur Crudup                                              | 1:55   |
| 4.      | 2/5/55        | Sun 217     | 4/10/55 | C&W #5     | Baby, Let's Play House | Arthur Gunter                                              | 2:16   |
| 5.      | 7/11/55       | Sun 223b    | 8/6/55  | C&W #11    | Mystery Train          | Herman Parker Jr. e Sam Phillips                           | 2:24   |
| 6.      | 1/30/56       | 47-6636     | 8/31/56 | #20        | Blue Suede Shoes       | Carl Perkins                                               | 1:59   |